# John Andrew Stedman
John Andrew Stedman (Zutphen 1778 - Nijmegen 1833) was een luitenant-generaal in het Nederlandse leger.
Zijn vader William George en zijn grootvader, die behoorden tot dezelfde familie als Charles Stedman en John Gabriel Stedman, waren officieren in de Schotse Brigade in dienst van de Nederlandse republiek.
In 1799 was hij soldaat in het leger van de Bataafse Republiek. Bij de inlijving van het koninkrijk Holland bij Frankrijk werd hij brigadegeneraal in het Franse leger. Als dusdanig lag hij twee jaar in Italië en was hij aanwezig bij de veldslagen bij Bautzen en Dresden.
John Stedman voerde als Nederlandse bevelhebber reservetroepen aan bij de Slag bij Waterloo en legde effectief het Beleg van Valencijn (1815). Het was de tweede keer dat hij voor deze stad lag, want ook het Beleg van Valencijn (1793) had hij als vijftienjarige meegemaakt.